# Legrandite
La legrandite è un minerale.